# Ville noyau du Japon
 (août 2016).
Si vous disposez d'ouvrages ou d'articles de référence ou si vous connaissez des sites web de qualité traitant du thème abordé ici, merci de compléter l'article en donnant les références utiles à sa vérifiabilité et en les liant à la section « Notes et références ».
Les villes noyaux (中核市, chūkaku-shi) sont des villes japonaises où résident plus de 300 000 habitants. Elles sont compétentes dans certains domaines habituellement réservés aux préfectures mais dans une moindre mesure que les villes désignées par ordonnance gouvernementale.

## Liste des villes noyaux
Le Japon compte, en 2012, 41 villes noyaux. Elles sont en majorité situées sur l'île de Honshū. 

### Hokkaidō

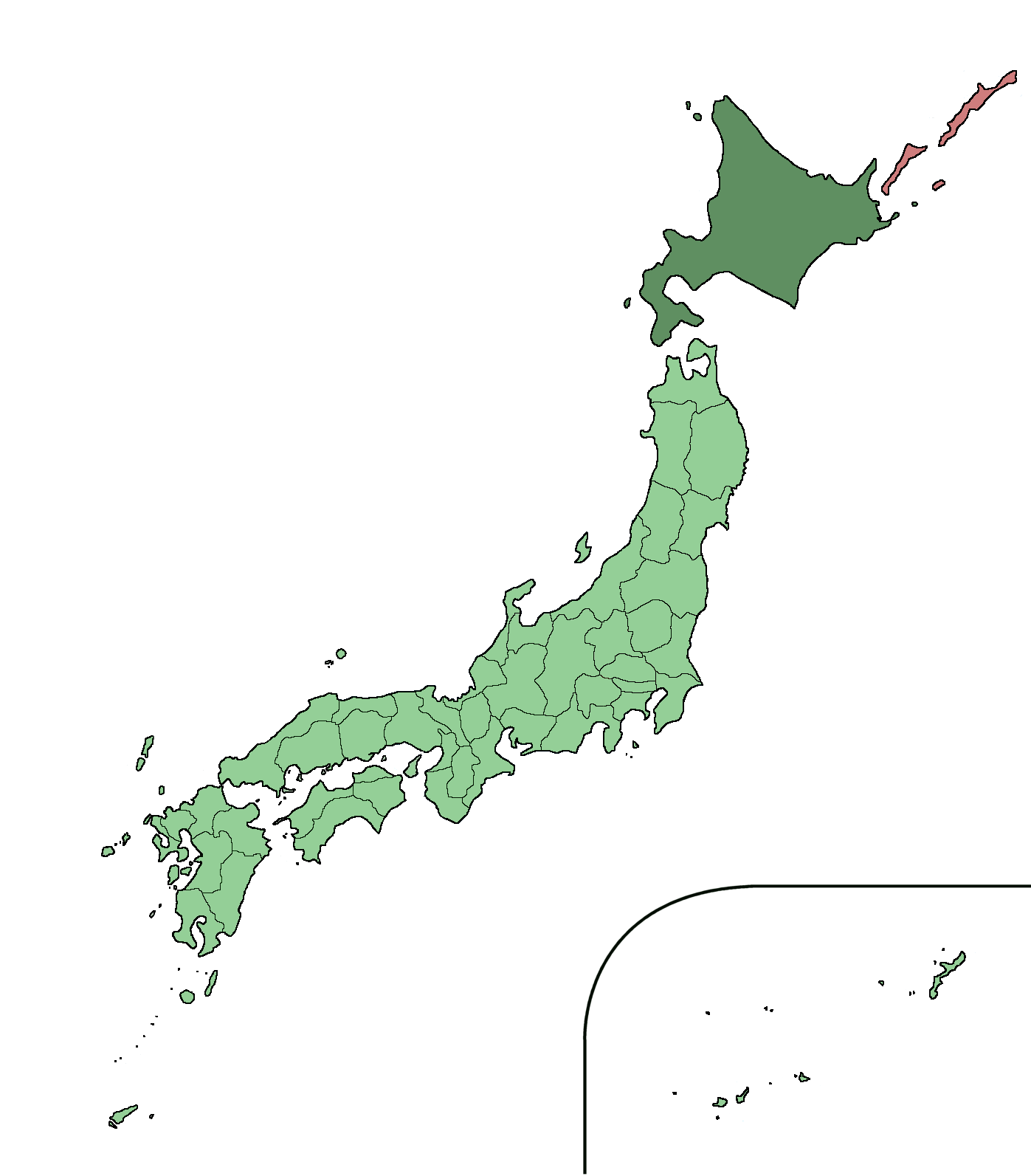
Carte du Japon avec la région d'Hokkaidō mise en évidence.

La région d'Hokkaidō compte 2 villes noyaux.
| Drapeau | Nom       | Japonais | Population | Date de désignation | Région   | Préfecture |
| ------- | --------- | -------- | ---------- | ------------------- | -------- | ---------- |
|         | Asahikawa | 旭川     | 351 765    | 1er avril 2000      | Hokkaidō | Hokkaidō   |
|         | Hakodate  | 函館     | 269 056    | 1er octobre 2005    | Hokkaidō | Hokkaidō   |

### Tōhoku

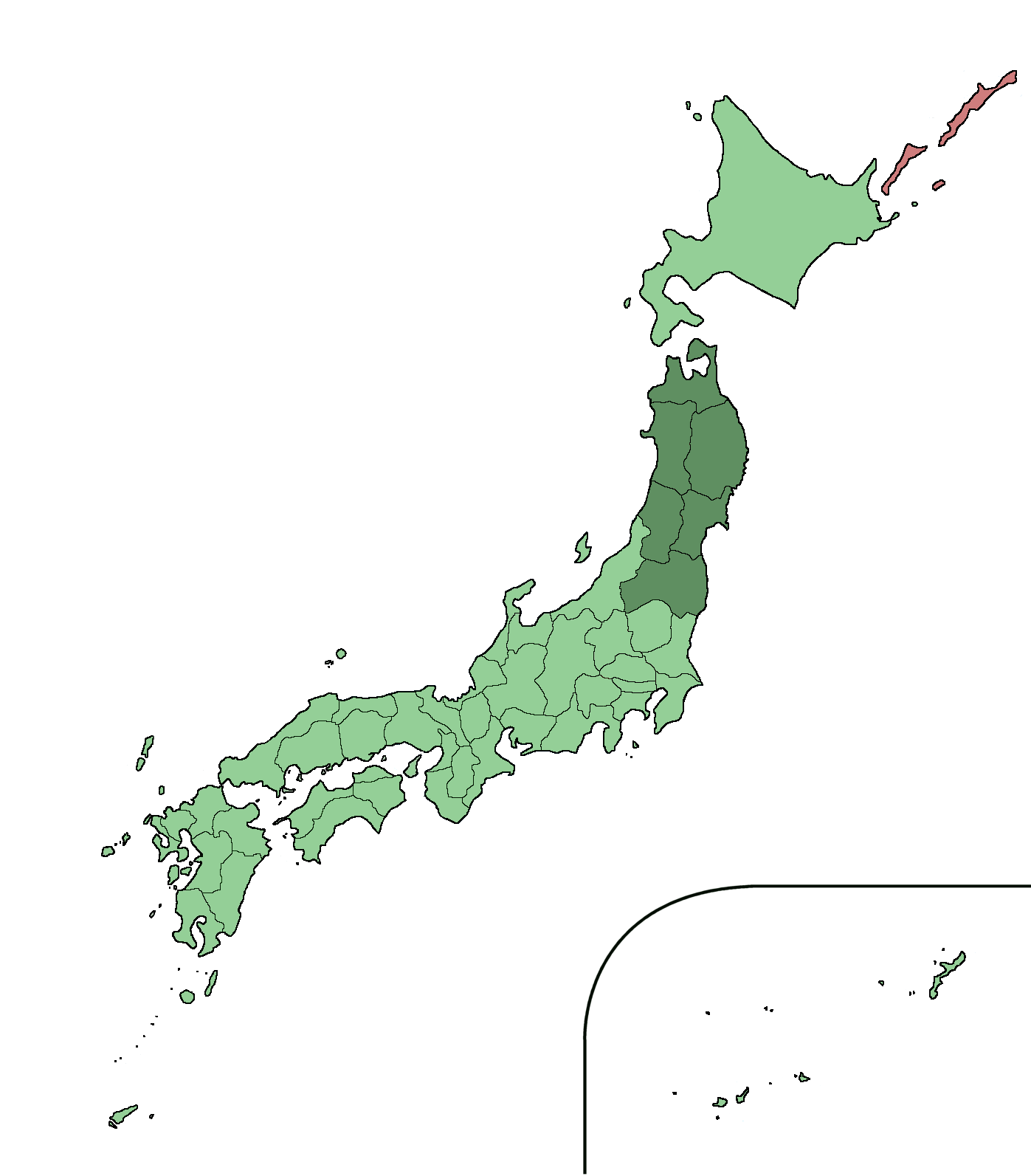
Carte du Japon avec la région de Tōhoku mise en évidence.

La région de Tōhoku compte 5 villes noyaux.
| Drapeau | Nom      | Japonais | Population | Date de désignation | Région | Préfecture |
| ------- | -------- | -------- | ---------- | ------------------- | ------ | ---------- |
|         | Akita    | 秋田     | 322 224    | 1er avril 1997      | Tōhoku | Akita      |
|         | Aomori   | 青森     | 297 348    | 1er octobre 2006    | Tōhoku | Aomori     |
|         | Iwaki    | いわき   | 332 994    | 1er avril 1999      | Tōhoku | Fukushima  |
|         | Kōriyama | 郡山     | 331 140    | 1er avril 1997      | Tōhoku | Fukushima  |
|         | Morioka  | 盛岡     | 299 734    | 1er avril 2008      | Tōhoku | Iwate      |

### Chūbu

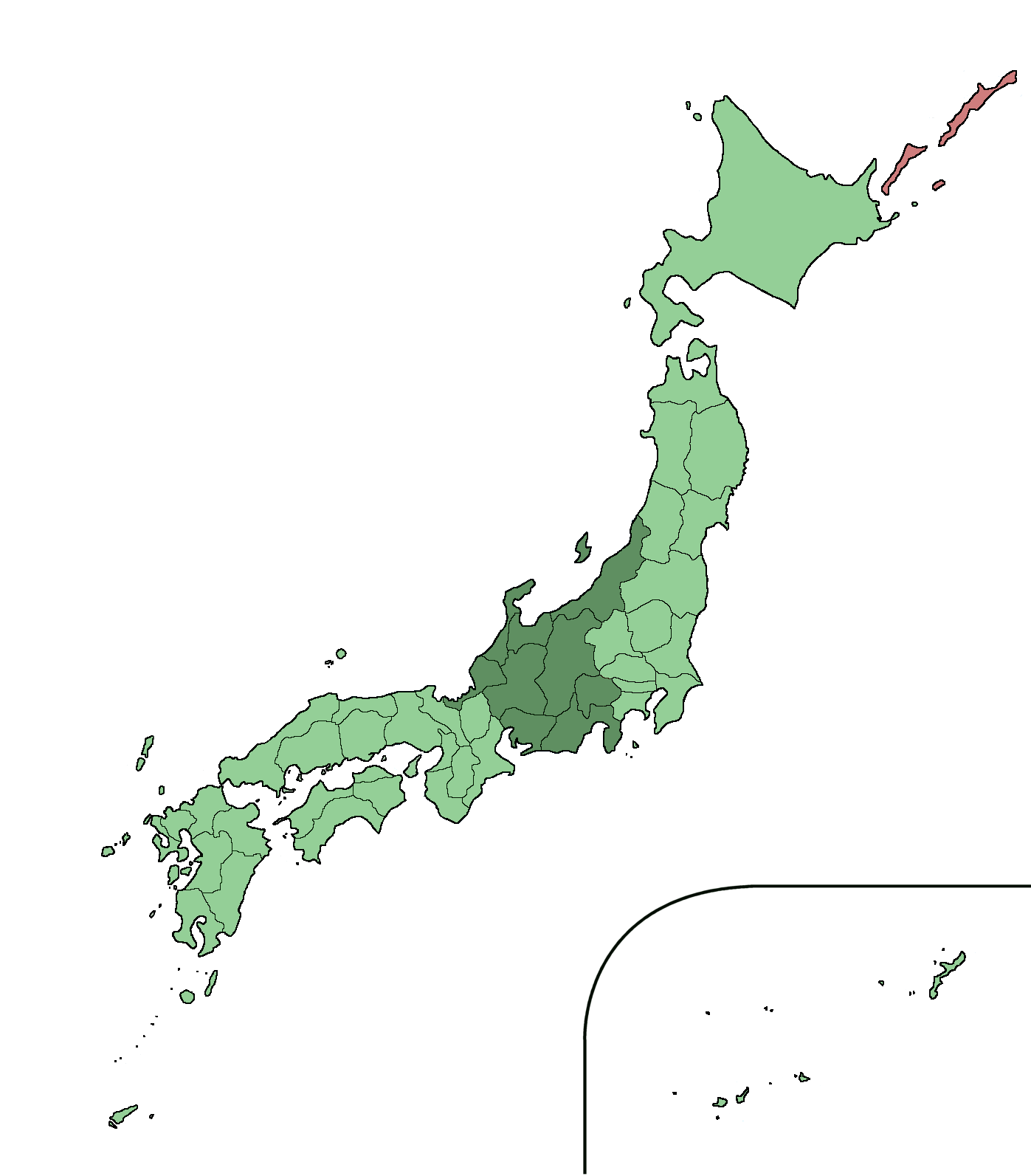
Carte du Japon avec la région du Chūbu mise en évidence.

La région du Chūbu compte 7 villes noyaux.
| Drapeau | Nom       | Japonais | Population | Date de désignation | Région | Préfecture |
| ------- | --------- | -------- | ---------- | ------------------- | ------ | ---------- |
|         | Gifu      | 岐阜     | 412 718    | 1er avril 1996      | Chūbu  | Gifu       |
|         | Kanazawa  | 金沢     | 462 796    | 1er avril 1996      | Chūbu  | Ishikawa   |
|         | Nagano    | 長野     | 380 581    | 1er avril 1999      | Chūbu  | Nagano     |
|         | Okazaki   | 岡崎     | 374 085    | 1er avril 2003      | Chūbu  | Aichi      |
|         | Toyama    | 富山     | 421 393    | 1er avril 2005      | Chūbu  | Toyama     |
|         | Toyohashi | 豊橋     | 375 804    | 1er avril 1999      | Chūbu  | Aichi      |
|         | Toyota    | 豊田     | 420 680    | 1er avril 1998      | Chūbu  | Aichi      |

### Kantō

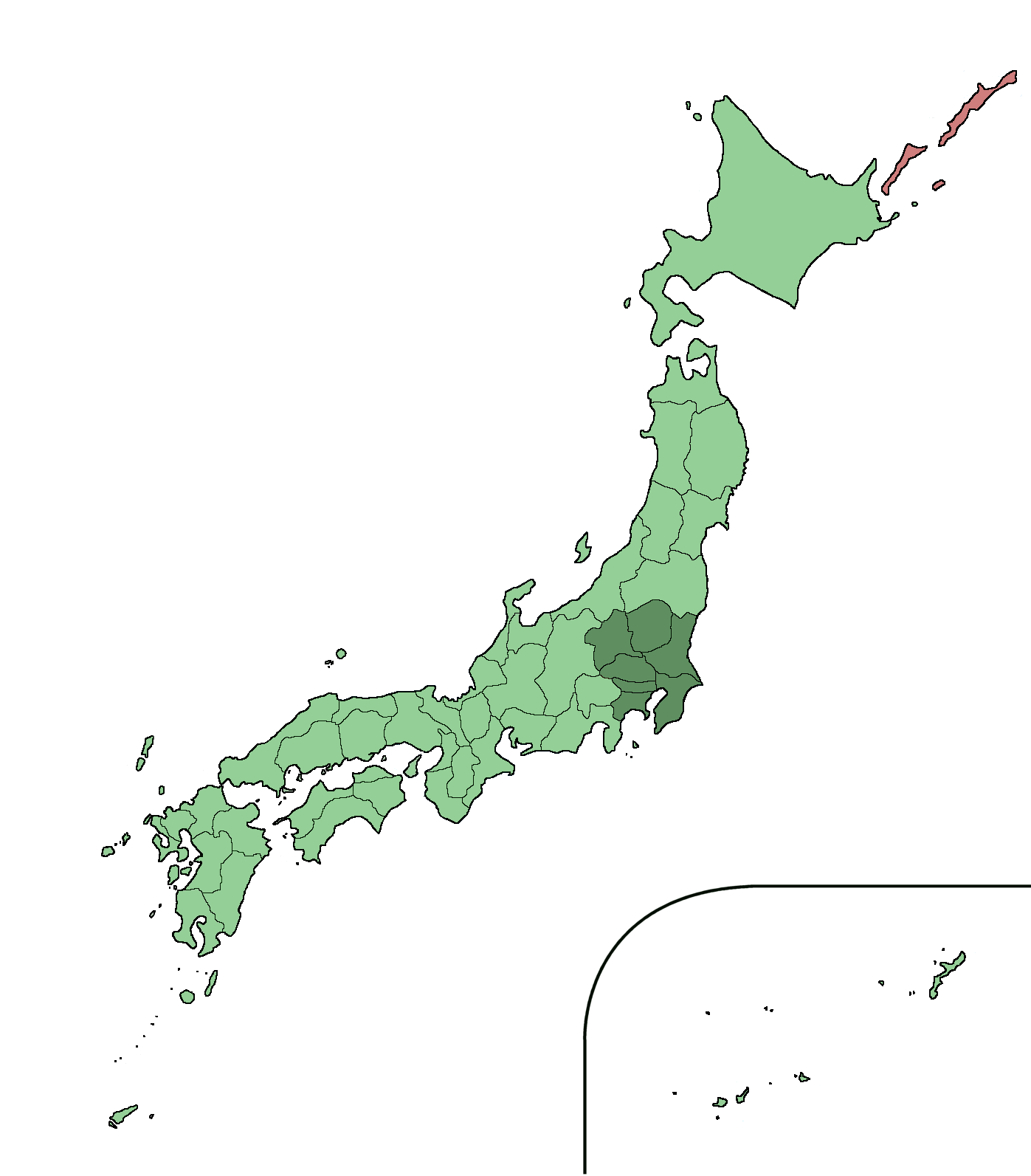
Carte du Japon avec la région de Kantō mise en évidence.

La région de Kantō compte 7 villes noyaux.
| Drapeau | Nom        | Japonais | Population | Date de désignation | Région | Préfecture |
| ------- | ---------- | -------- | ---------- | ------------------- | ------ | ---------- |
|         | Funabashi  | 船橋     | 610 492    | 1er avril 2003      | Kantō  | Chiba      |
|         | Kashiwa    | 柏       | 404 863    | 1er avril 2008      | Kantō  | Chiba      |
|         | Kawagoe    | 川越     | 345 361    | 1er avril 2003      | Kantō  | Saitama    |
|         | Maebashi   | 前橋     | 338 481    | 1er avril 2008      | Kantō  | Gunma      |
|         | Takasaki   | 高崎     | 371 820    | 1er avril 2011      | Kantō  | Gunma      |
|         | Utsunomiya | 宇都宮   | 513 722    | 1er avril 1996      | Kantō  | Tochigi    |
|         | Yokosuka   | 横須賀   | 415 259    | 1er avril 2001      | Kantō  | Kanagawa   |

### Kansai

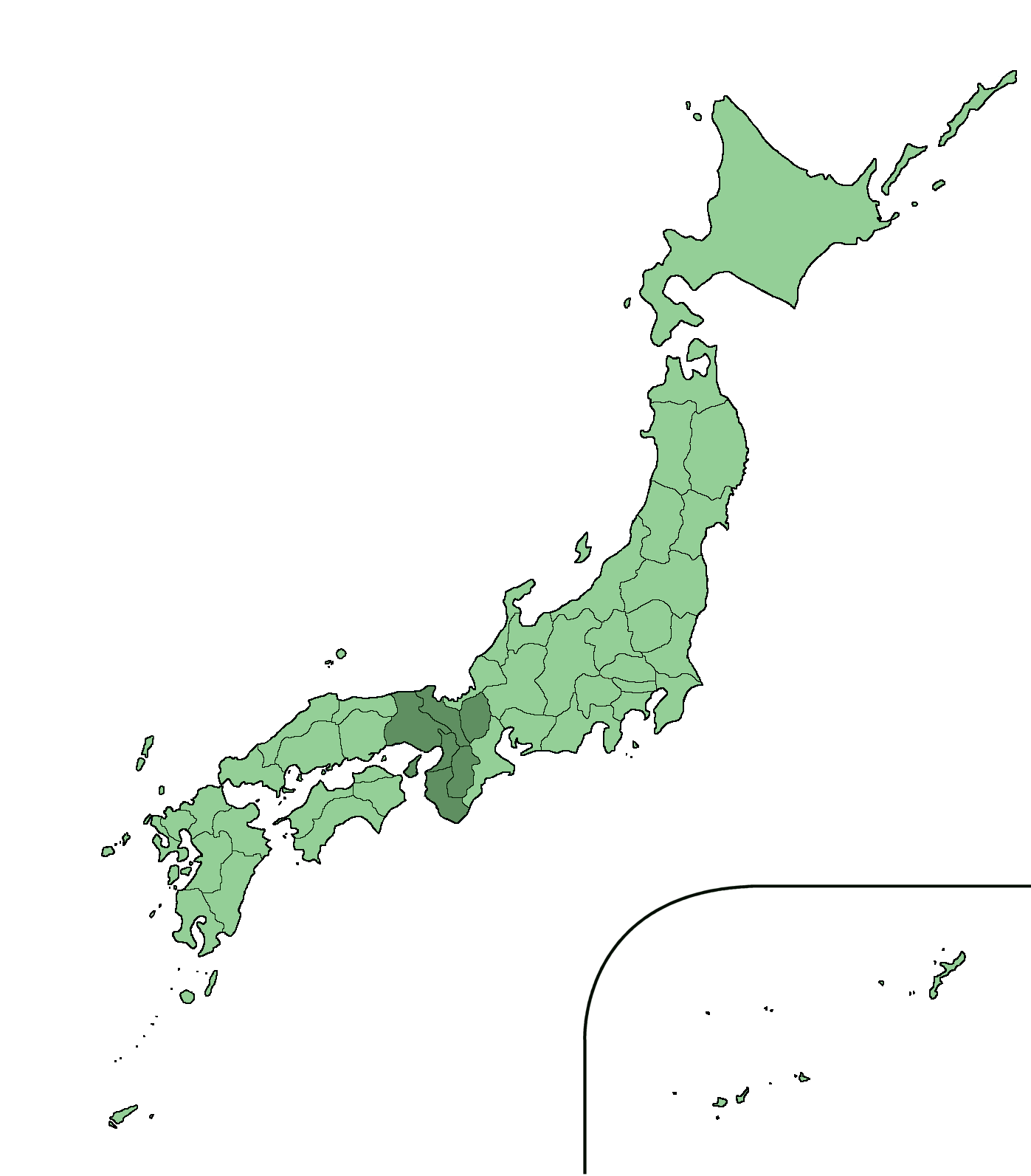
Carte du Japon avec la région du Kansai mise en évidence.

La région du Kansai compte 9 villes noyaux.
| Drapeau | Nom          | Japonais | Population | Date de désignation | Région | Préfecture |
| ------- | ------------ | -------- | ---------- | ------------------- | ------ | ---------- |
|         | Amagasaki    | 尼崎     | 451 353    | 1er avril 2009      | Kansai | Hyōgo      |
|         | Higashiōsaka | 東大阪   | 508 267    | 1er avril 2005      | Kansai | Osaka      |
|         | Himeji       | 姫路     | 536 218    | 1er avril 1996      | Kansai | Hyōgo      |
|         | Nara         | 奈良     | 365 421    | 1er avril 2002      | Kansai | Nara       |
|         | Nishinomiya  | 西宮     | 483 878    | 1er avril 2008      | Kansai | Hyōgo      |
|         | Ōtsu         | 大津     | 339 469    | 1er avril 2009      | Kansai | Shiga      |
|         | Takatsuki    | 高槻     | 355 840    | 1er avril 2003      | Kansai | Osaka      |
|         | Toyonaka     | 豊中     | 390 457    | 1er avril 2012      | Kansai | Osaka      |
|         | Wakayama     | 和歌山   | 368 684    | 1er avril 1997      | Kansai | Wakayama   |

### Chūgoku

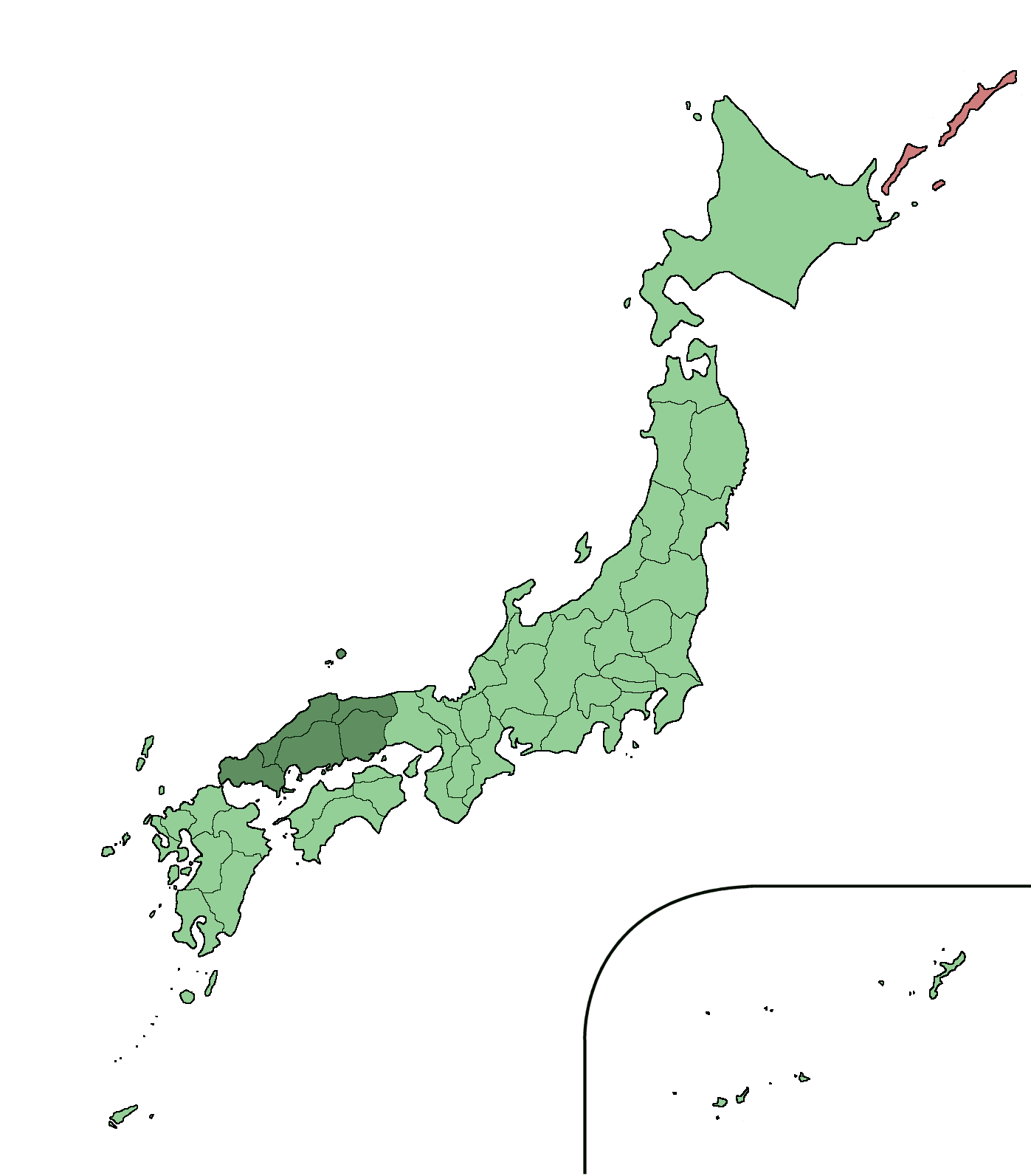
Carte du Japon avec la région de Chūgoku mise en évidence.

La région de Chūgoku compte 3 villes noyaux.
| Drapeau | Nom         | Japonais | Population | Date de désignation | Région  | Préfecture |
| ------- | ----------- | -------- | ---------- | ------------------- | ------- | ---------- |
|         | Fukuyama    | 福山     | 462 144    | 1er avril 1998      | Chūgoku | Hiroshima  |
|         | Kurashiki   | 倉敷     | 477 086    | 1er avril 2002      | Chūgoku | Okayama    |
|         | Shimonoseki | 下関     | 277 937    | 1er octobre 2005    | Chūgoku | Yamaguchi  |

### Shikoku

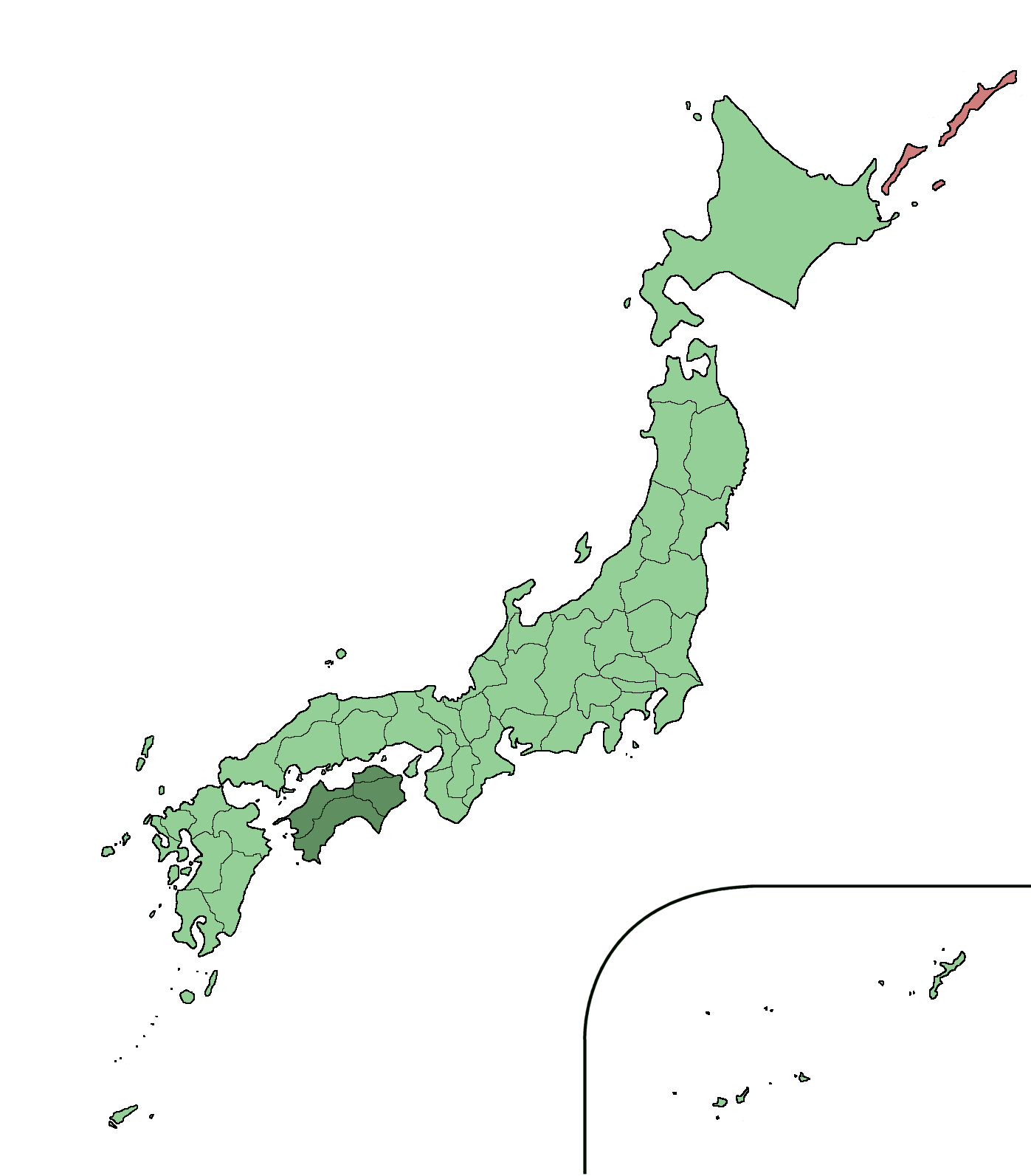
Carte du Japon avec la région de Shikoku mise en évidence.

La région de Shikoku compte 3 villes noyaux.
| Drapeau | Nom       | Japonais | Population | Date de désignation | Région  | Préfecture |
| ------- | --------- | -------- | ---------- | ------------------- | ------- | ---------- |
|         | Kōchi     | 高知     | 342 568    | 1er avril 1998      | Shikoku | Kōchi      |
|         | Matsuyama | 松山     | 516 823    | 1er avril 2000      | Shikoku | Ehime      |
|         | Takamatsu | 高松     | 420 356    | 1er avril 1999      | Shikoku | Kagawa     |

### Kyūshū

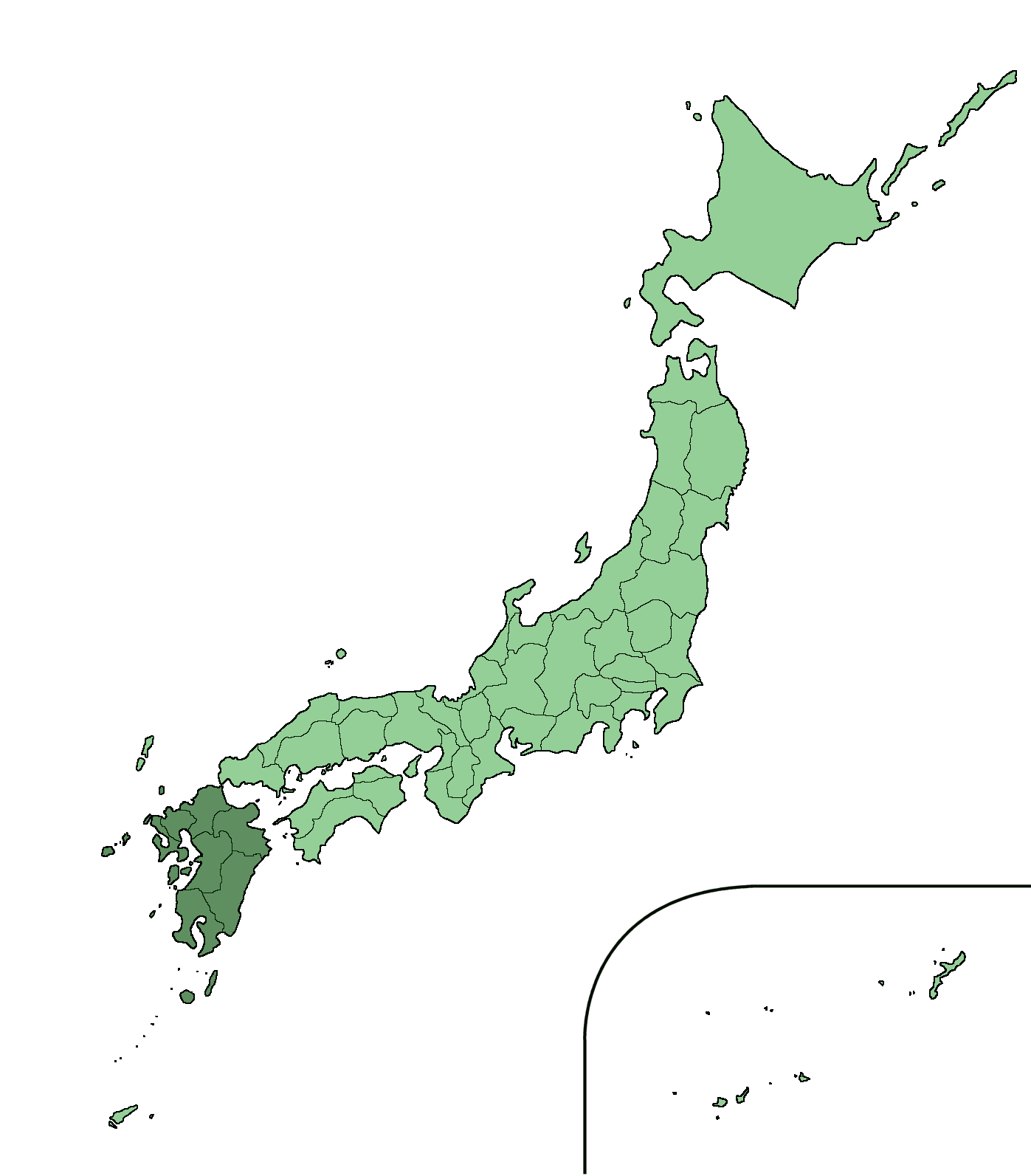
Carte du Japon avec la région de Kyūshū mise en évidence.

La région de Kyūshū compte 5 villes noyaux.
| Drapeau | Nom       | Japonais | Population | Date de désignation | Région | Préfecture |
| ------- | --------- | -------- | ---------- | ------------------- | ------ | ---------- |
|         | Kagoshima | 鹿児島   | 607 257    | 1er avril 1996      | Kyūshū | Kagoshima  |
|         | Kurume    | 久留米   | 301 821    | 1er avril 2002      | Kyūshū | Fukuoka    |
|         | Miyazaki  | 宮崎     | 402 289    | 1er avril 1998      | Kyūshū | Miyazaki   |
|         | Nagasaki  | 長崎     | 440 911    | 1er avril 1997      | Kyūshū | Nagasaki   |
|         | Ōita      | 大分     | 476 008    | 1er avril 1997      | Kyūshū | Ōita       |